# 쿨루프
이 문서에서는 쿨루프(cool roof)에 대해 설명한다.

## 개요
반사면(Reflective surfaces)은 높은 일사반사율(가시광선, 적외선, 자외선을 반사해서 표면의 열전도를 줄이는 능력)과 높은 열방사(흡수되거나 반사되지 않은 태양에너지를 방출하는 능력)을 보여주는 표면이다. 가장 잘 알려진 반사면은 쿨루프(coolroof)다. 쿨루프는 거의 화이트루프와 관련이 있는 한편, 다양한 색상과 재료로도 나올 수 있으며 상업용이나 주거용 빌딩 모두에 가능하다. 오늘날 쿨루프 안료는 메탈 루핑재가 어두운 색상, 심지어 검은색에서도 에너지스타가 되도록 해준다.
태양반사 자동차나 쿨카는 어두운 자동차보다 더 많은 햇볕을 반사해서 차의 내부로 전달되는 열의 양을 줄여준다. 그래서 에어컨의 필요, 연료소비, 온실가스방출과 도시공기오염을 줄이는 데 도움을 준다.
쿨칼라 주차장은 페인트의 반사막으로 된 주차장이다. 그 프로젝트는 버클리 랩의 조단우드가 수행하고 있다.

## 장점
쿨루프는 더운 기후에서 즉각적이고 장기적인 이득 모두 제공할 수 있다.
- 단층 건물의 연간 냉방 에너지 사용이 15%까지 절약될 수 있으며[1]
- 도시 열섬 현상 완화를 도와주고[2]
- 공기 오염과 온실가스 방출을 줄여주고, 또한 온실가스의 온난화 영향을 상당히 상쇄해준다.[3]

쿨루프는 뜨거운 여름에 냉방에너지를 절약하게 해주지만 추운 겨울 동안 난방 에너지 부하를 증가시킬 수 있다. 그러므로 쿨루프의 순에너지절약은 기후에 따라서 달라진다. 그러나 미국 전역의 냉방 중인 상업 빌딩에 대해서 이 문제를 살펴본 2010년 에너지효율 연구가 밝히길, 여름철 전형적인 냉방절감의 정도가 겨울철 난방 페널티를 능가하는 것으로 나타났다. 심지어 캐나다 국경 근처의 추운 기후에서조차도 전기사용량과 온실가스 방출 모두에서 절약되는 것으로 밝혀졌다. 재료를 깨끗하게 유지하는 적절한 유지 프로그램 없이, 쿨루프의 에너지 절감은 시간이 감에 따라 반사율의 저하와 오염으로 줄어들 수 있다.
해가 감에 따라 지붕방수막의 저하에 관한 연구와 실제 경험은 태양열이 내구성에 영향을 미치는 가장 강력한 요소 중 하나임을 보여줬다. 지붕레벨에서 계절별 혹은 일별 높은 온도와 큰 폭의 변화는 지붕방수막의 지속성에 유해하다. 극심한 온도 변화를 줄이는 것은 방수막 시스템의 손상 정도를 줄여줄 것이다. 방수막을 자외선과 적외선복사를 반사하는 재료로 덮는 것은 자외선과 열분해로 야기되는 손상을 줄여줄 것이다. 하얀 표면은 그것들에 도달하는 복사의 반 이상을 반사하는 반면, 검은 표면은 거의 대부분을 흡수한다. 방수막이 태양 복사에 노출되어 있어야만 하는 곳에서 이런 문제를 해결하기 위해 흰색이나 하얗게 코팅된 지붕방수막, 또는 하얀 자갈 커버는 최적의 접근법으로 드러날 것이다.
만약 모든 도시에서, 따뜻한 기후에 있는 평평한 지붕들이 하얘진다면, 지구의 반사율이 10% 증가되어 24기가톤의 온실가스 혹은 300,000,000대의 자동차를 20년 동안 도로에서 없애는 것에 맞먹는 온난화 영향을 상쇄할 것이다. 왜냐하면 20년 동안 약 1천 제곱피트의 화이트루프가 10톤의 이산화탄소를 상쇄할 것이기 때문이다. 2008년 반사율을 높이는 대규모 쿨링 사례연구에서, 스페인 남부 알메리아 주는 그 전에는 열린 사막이었던 광대한 지역에 설치된 폴리에틸렌으로 덮힌 온실들의 경우, 20년에 걸쳐 1.6도가 주변지역과 비교해 시원했다는 것이 밝혀졌다. 여름에 농부들이 그들의 농작물을 시원하게 해주려고 이 지붕들을 하얗게 분칠한다.
햇빛이 하얀지붕에 비칠 때, 대부분은 반사되거나 대기를 통해 되돌아간다. 그런데 햇빛이 어두운 지붕에 비치면 대부분이 흡수되고 열이라고 하는 더 긴 파장으로 바뀌어 온실가스에 붙잡혀 대기를 통과해 되돌아갈 수 없게 된다. 대기는 햇빛은 투과되지만 열은 투과되지 않기 때문이다. 이것이 하얀 지붕이 지구를 시원하게 하고 검은 지붕이 지구를 덥게 하는 이유다.
2012년 컨커디어대학의 연구는 스탠포드 연구에서(예를 들면 구름반응)사용된 것들과 유사한 변수를 포함했고 전세계 도시의 쿨루프와 노면의 배치가 150기가톤의 이산화탄소 방출을 상쇄할 만큼의 지구 냉각효과를 만들 거라고 추정했다. 이는 매일 전세계 도로 위의 차를 50년 동안 없애버리기 충분한 양이다.

## 단점
2011년 스탠포드 대학의 연구는 비록 반사지붕은 건물의 온도를 낮추고 도시 열섬 현상을 완화시키지만, 사실 반사지붕이 지구온도를 높일 지도 모른다고 했다. 그 연구는 반사지붕이 온실가스 감소를 설명하지 못했다고 언급했다. 연간 난방 에너지 페널티보다 냉방 에너지 절약이 더 적다는 건물 에너지 보존의 결과는 겨울에 햇볕으로부터 열이 감소하기 때문에 거주공간을 데울 더 많은 에너지가 필요하다는 의미에서 쿨루프와 관련이 있다. 그러나 이것은 단지 낮은 겨울기온을 가진 지역에서만 적용된다. 열대기후에서는 아니다. 또한 겨울철에 눈이 오는 지역의 집이 어두운 지붕을 통해 현저하게 더 많은 열을 받기는 어렵다. 왜냐하면 그런 곳들은 대개 겨울철에 눈으로 덮여있을 것이기 때문이다. 로렌스 버클리 랩의 열섬 집단연구자들이 작성한 "버클리랩의 쿨루프와 글로벌 쿨링"이란 제목의 회신지는 이런 발견의 타당성에 대한 추가적인 의문을 제기했다. 정평이 난 저자들의 불확실성을 인용하면서, 통계적으로 중요하지 않은 수치적 결과, 그리고 글로벌 피드백에 대한 지역공헌 분석의 불충분한 정보 등을 근거로 제시했다.
또한 2012년 캘리포니아대학 연구는 반사표면의 노면과 건물사이의 상호관계 연구에서 밝히길, 근처 건물이 반사유리나 다른 완화요소를 갖고 있지 않는 한 밝은 색 노면에서 반사된 태양 복사는 근처 건물의 온도를 높여 냉방 및 에너지 사용을 증가시킬 수 있다고 했다.
2014년, 애리조나 주립대학의 지리과학과 도시계획분야 조교수 마테와 전세계지속가능학회 시니어 과학자들이 이끈 연구팀은 도시팽창으로 생긴 온난화를 줄이기 위한 가장 보편적 적응기술의 일부에 대한 비교 효과에 대해 탐구했다. 결과는 도시 적응기술의 수행력이 기온의 상승과 반대될 수 있으나 계절에 따라 다르고 또 지리적 요인에 따라 다름을 보여줬다.
특히, 캘리포니아 센트럴 밸리에서 작동한 쿨루프 같은 것은 플로리다 같은 다른 지역에 똑같은 유익을 제공하지는 않는다. 표면온도를 넘어서 강우량이나 에너지 수요 같은 것으로 확장한 결과를 평가하는 것은 종종 설명되지 않는 중요한 교환 요소를 보여준다. 쿨루프는 특정 지역의 여름 동안 특별히 효과적이라고 밝혀졌다. 그러나 겨울철에 똑같은 도심 적응 전략은 더 추운 환경인 북쪽 지역에서 전개되었을 때, 결과적으로는 쾌적한 수준을 유지하기 위한 추가적 난방이 필요했다. “몇몇 지역에서 여름 동안 에너지 절감은 겨울철 전체 손실과 거의 같다.” 플로리다에서 남서쪽 주보다 작은, 쿨루프에 의한 매우 다른 현상이 생겼다. “플로리다에서 우리의 시뮬레이션은 강수량의 상당한 감소를 보여준다. 쿨루프의 배치는 강수량에 있어서 하루 2~4밀리미터의 감소를 야기한다. 이는 상당한 양으로 거의 50퍼센트에 이르고, 물의 활용 가능성, 감소된 유속 흐름, 생태계에 부정적 결과 등에 영향을 미칠 것이다. 플로리다에서는 쿨루프가 이 의도하지 않은 결과 때문에 도시 열섬 현상과 싸우기에 적당한 방법이 아닐지도 모른다.” 전반적으로, 연구자들이 제안하길, 적정한 계획과 디자인 선택들이 도시팽창과 온실가스에 의한 기온 상승에 대응하기 위한 시도들에 고려되어야 한다고 했다. 그들은 도시에서 야기된 기후변화는 모든 상황에 적용될 수 있는 해법과 달리, 최적의 접근법을 고를 때 평가돼야만 하는 특정한 지리학적 요인에 의존하고 있다고 했다.
고급 에너지 디자인 가이드 시리즈가 2011년 ASHRAE (미국 난방, 냉동 공조 학회), AIA (미국 건축가 협회), IESNA (북미 조명 학회), USGBC (미국 그린 빌딩 위원회) 및 미국 DOE (미국 에너지 부)와 협력해서 개발되었다. 이 가이드는 넷 제로 에너지 건물이 되기 위해 50%의 에너지 절감 달성을 목표로 하고 있으며 소규모에서 중간 규모의 사무실 타입 빌딩, 중간에서 대형 마트형 빌딩, 대형 병원과 K-12 학교 건물 타입의 빌딩들을 망라한다. 기후 영역 4와 그 이상에서 그 권고는 지붕 반사율에 대한 ASHRAE 90.1 표준을 따르도록 되어있는데, 현재 이러한 영역에서 반사 지붕을 필요로 하지 않는다는 것이다. 기후 영역 4와 이상에서 쿨루프는 디자인 전략으로 권장되지 않는다.
에너지 성능을 향상시키기 위해 실용적인 방법에 대한 고급 에너지 리트로핏 가이드 시리즈가 2011년 미국 에너지부(DOE)와 퍼시픽 노스 웨스트 국립 연구소(PNNL)와 협력하여 개발되었다. 가이드는 에너지 효율을 향상시킬 수 있는 기존 소매 및 사무실 건물의 개선을 목표로 한다. 쿨루프는 모든 지역에 권장되지 않았다. 이 방식은 매우 추운 기후대보다는 긴 냉방기를 갖는 덥고 습한 기후대에서 더 비용 대비 효율적이다. 따뜻한 기후에 있는 건물의 경우,이 방식은 가치 있는 고려 사항이다.
구리 개발 협회에서 2002년에 시작해서 몇 가지 연구를 수행하고 있는데, 다양한 색의 지붕 재료 위의 도관 내부 배선의 온도 상승을 조사했다. 결과는 쿨루프 위의 온도가 어두운 색의 지붕 재료 보다 높았다. 이는 옥상 설비, 배관, 또는 다른 물질에 의해 방해되었을 때 굴절된 태양 복사는 열을 얻는 쪽이 됨을 보여준다.
미국 DOE의 쿨루프 선택을 위한 가이드라인에 따르면 쿨루프는 주변의 맥락에서 고려되어야 한다. 쿨루프를 지정하고 에너지 절감을 예측이 상대적으로 쉽지만, 몇 가지 생각을 먼저 해봄으로써 다른 골치아픈 일들을 막을 수 있다. 쿨루프를 설치하기 전에 반사된 햇빛이 어디로 갈 것인가에 대한 물음에 답하여야 한다. 밝은 반사 지붕은 주변 건물의 높은 창으로 빛과 열을 반사할 수 있다. 햇볕이 잘 드는 조건에서, 이것은 당신이나 이웃에게 불편한 눈부심과 원치 않는 열을 발생시킬 수 있다. 반사에 의한 과도한 열이 쿨루프의 에너지 절약 혜택의 일부를 상쇄시키고 에어컨의 에너지 사용을 증가시킨다.
쿨루프 유지보수의 문제에 관한 미국 DOE의 쿨루프 선택을 위한 가이드라인에 따르면, 쿨루프는 오염, 유동인구, 바람에 의해 운반된 먼지, 고인 물, 곰팡이나 조류의 증가에 의해 더러워짐에 따라, 그 반사율은 감소하고 높은 온도로 이어질 것이다. 특히 더러운 지붕은 제품 라벨 표시보다 훨씬 더 안 좋을 수 있다. 유동인구에 의한 더러움은 특별히 지정된 보도나 지붕 접근을 제한하여 최소화할 수 있다. 가파른 경사 지붕은 먼지 축적 문제가 덜하다 왜냐하면 빗물이 더 쉽게 먼지와 이물질을 씻어 낼 수 있기 때문이다. 일부 쿨루프는 표면을 "자동 세척"한다. 그들은 더 쉽게 먼지를 버리고 더 나은 자체 반사율을 유지할 수 있다는 것이다. 쿨루프를 깨끗이 하는 것이 초기 설치 상태에 가까운 반사율로 복원하게 한다. 항상 적절한 청소 절차를 위해서는 지붕 제조업체와 함께 점검해야 한다. 왜냐하면 일부 방법이 지붕에 손상을 줄 수 있기 때문이다. 일반적으로 단지 에너지 절감을 위해 지붕 청소를 하는 것은 비용 대비 효율적이지 않지만, 지붕의 일상적인 유지 보수 프로그램의 한 구성 요소로 통합될 수있다. 지붕 청소하는 가치보다 날씨에 의해 변한 태양 반사율 가치에 근거해 에너지 절약 효과를 추정하는 것이 최상이다.

## 특징
햇빛 어두운 옥상에 내리쬘 때, 약 15%가 다시 하늘로 반사되지만 대부분의 에너지는 열의 형태로 루프 시스템 내로 흡수된다. 쿨루프는 훨씬 더 많은 햇빛을 반사하고 전통적인 어두운 색의 지붕보다 적은 열을 흡수한다.
쿨루프의 효과를 측정하는 데 사용되는 두 가지 특징이 있다.
- 알베도로 알려진 태양 반사율은 햇빛을 반사하는 기능이다. 그것은 소수 또는 백분율로 표현된다. 값이 0이면 표면은 태양 복사를 모두 흡수하고, 1의 값은 총 반사율을 나타낸다.
- 방사율은 흡수 된 열을 방출하는 기능이다. 또한, 0, 1, 또는 백분율 사이의 소수로 명시된다.

쿨링을 평가하는 또 다른 방법은 태양 반사율 지수 (SRI)인데, 이는 태양 반사율과 방사율 두 개를 통합한 것이다. SRI는 태양열을 지붕이 차단하는 능력을 측정하는데, (방사율0.90, 반사율 0.05)표준 흑색은 0 그리고 (방사율0.90 반사율 0.80) 표준 백색은 100이라고 정의된다.
완벽한 SRI는 약 122에는 햇빛을 흡수하지 않고 매우 낮은 방사율을 가진 완벽한 거울의 값이다. 이 수준에 접근하는 유일한 실제 재료는 SRI (112)를 가진 스테인레스 스틸이며, 높은 반사율, 낮은 방사율 지붕은 항상 주위와 매우 가까운 온도를 유지해서 뜨거운 기후에서 열 상승을 방지하고 추운 기후에서의 열 손실을 최소화한다. 높은 방사율 지붕은 동일한 단열성능에 대해서 한랭지에서 훨씬 더 높은 열 손실이있다.

## 지붕 절약 계산기
지붕 절약 계산기(RSC)는 흰색과 검은 색 표면을 가진 낮은 경사 지붕 애플리케이션을 위한 냉난방 비용 절감을 추정하는 미국 에너지국의 오크 리지 국립 연구소에 의해 개발된 툴이다.
이 툴은 주거 및 상업용 건물에 대한 업계의 합의 지붕 절감 효과를 제공하기 위해 오크 리지 국립 연구소와 로렌스 버클리 국립 연구소의 합작이었다. 이는 연간 순 에너지 절약(냉방에너지 절약 마이너스 난방 페널티)을 보고한다, 따라서 난방 또는 냉방 시스템의 건물에만 적용할 수 있다.

## 쿨루프의 유형
쿨루프는 3가지 범주로 구분된다.
- 쿨루핑 재료로 만들어진 지붕
- 태양반사코팅으로 코팅된 재질로 만들어진 지붕
- 그린루프.

### 쿨루프
백색 열가소성막 지붕은 본질적으로 반사적인데, 루핑재가 할 수 있는 가장 높은 반사율과 방사율 측정치를 일부는 달성했다. 백색 열가소성 지붕이, 예를 들어, 태양 광선의 80% 이상을 반사할 수 있고, 지붕이 흡수한 태양 복사의 적어도 70%를 방출한다. 아스팔트 지붕은 태양 복사의 6% 사이 26%을 반사한다.
가장 높은 SRI비율이자 가장 시원한 지붕은 스테인레스 스틸 지붕으로, 중간 바람 조건에서 주변 보다 단지 몇 도 위다. 그들의 SRI의 범위는 100에서 115로 일부는 소수성이어서 청결이 매우 잘 유지되고, 심지어 오염 된 환경에서도 원래 SRI을 유지한다.

### 코팅루프
기존의, 혹은 새로운 지붕은 그 표면에 태양 반사 코팅을 적용해서 반사성을 띄게 만들어질 수 있다. 500개 이상의 반사코팅의 반사성과 방사성은 평가는 쿨루프평가위원회에서 찾아볼 수 있다.

### 그린루프
그린루프는 건물 안에 열 흐름을 줄이는 데 도움이 열 매스 층을 제공한다. 그린루프의 태양 반사율 (일반적으로 0.3-0.5)은 식물 종류에 따라 달라진다. 그린루프가 쿨루프 만큼 반사하지 않을 수 있지만, 이러한 식물과 주변의 인접 지역을 냉각 증발 등의 혜택을 제공한다. 옥상의 온도를 낮추는데 도움을 주지만, 자연스럽게 습도도 증가한다. 또한, 일부 그린루프는 정기적으로 급수하는 등 유지 보수가 필요하다.

## 추운 기후
냉방을 하는 날보다 난방을 하는 날이 더 많은 일부 기후에서, 백색 반사지붕은 에너지효율이나 절감에서 효과적이지 않을 수 있다. 미국 에너지정보청에 따르면 2003년 상업용 건물 에너지 소비 설문 조사에서 상업용 건물은 "연간 에너지 소비의 36%가 난방이고 냉방은 단지 8% 뿐"이라고 한다. 에너지계산기는 일반적으로 추운 기후에서 검은색 지붕 시스템의 연간 순 절감을 보여준다.
완벽한 지붕은 여름에 열을 흡수하지 않고 겨울에 열을 잃지 않을 것이다. 이렇게 하려면 그것은 여름에는 복사열이 축적되는 것을 없애고 겨울에는 복사열의 손실을 줄이기 위해 매우 높은 SRI가 필요하다. 높은 SRI 지붕은 보온병 병 효과를 제공하는 복사 장벽으로 작용한다. 높은 방사율 쿨루프는 겨울철 복사열 손실로 인해서 기후페널티가 생긴다. 스테인레스 스틸 같은 반사메탈지붕은 그렇지 않다.

## 사례 연구
2001년 연방 정부의 연구에서, 로렌스 버클리 국립 연구소(LBNL)는 쿨루프의 표면 반사율과 관련된 피크 에너지 수요의 감소를 계산하고 측정하였다. LBNL은 텍사스 리테일빌의 원래 검은 색 고무 지붕 막과 비교해볼 때, 개조 비닐 막이 표면 온도에서 평균 24 °C (75.2 °F) 감소를 보였고, 총 냉방 에너지 소비에서 11% 감소했고, 피크 시간 수요에 대응해서는 14% 감소했음을 알아냈다. 검은 색 지붕 면의 평균 여름 온도가 75°C (167°F)였으나, 일단 흰색 반사 표면으로 개조하고 나면, 그것은 52°C (126°F)로 측정되었다. 세금 혜택 등 다른 관리 비용을 고려하지 않고, 연간 에너지 비용은 $ 7,200 또는 $ 0.07/제곱피트로 감소하였다. (이 그림은 에너지 비용과 최대 수요 요금)
지붕에 기상상태, 지붕 층을 통과하는 온도 그리고 건물 내부의 온도, 에어컨과 총 건물 전력 소비를 측정했다. 원래 검은 색 고무 지붕 막을 측정하고 나서 같은 절연 및 HVAC 시스템을 가진 흰색 비닐 지붕으로 대신 교체해서 측정했다.
일 년에 걸쳐 실제 데이터를 수집했는데, 데이터 수차 때문에 연구의 변수(한도)를 충족시키지 않는 여러 다른 날과 함께 한달 분의 데이터를 배제하였다. 36일만 연속 미리 갱신할 일을 사용하고, 28 비연속 동작 일 후 갱신 기간 동안 사용하였다.
또 다른 사례 연구는, 2009년 수행되어 2011년 출판되었는데, 애슐리 - 맥그로우 건축가 및 뉴욕 제임스빌의 오 논다가 카운티학과를 위한 CDH 에너지 공사에 의해 완성되었고 녹색 또는 식물 지붕, 어두운 EPDM 지붕, 그리고 흰색 반사 TPO 지붕의 에너지 성능을 평가했다. 측정 결과는 TPO 및 식물 루프 시스템은 종래 EPDM 면보다 훨씬 낮은 지붕 온도로 나타났다. 태양광 흡수의 감소는 여름 태양 이익을 감소뿐만 아니라 난방 시즌 동안 열 손실 증가했다. EPDM 막에 비해, TPO 지붕 30% 높은 열 손실을 가지고 상기 식물 지붕은 23% 이상 손실을 가졌다.

## 추진 프로그램

### 미국 연방 정부 전반
2010년 7월, 미국 에너지국은 보다 광범위하게 전국 DOE 시설 및 건물에 쿨루프 기술을 구현하는 초기의 시리즈를 발표했다. DOE 시설에서 새 지붕 건설 또는 기존 것을 교체하는 동안 지붕의 수명에 따라 비용 대비 효율적인 한, 새로운 노력의 일환으로 DOE는 비용 쿨루프를 설치할 것이다.
2013년 10월, 미국 에너지 부서는 비용 효과적인 에너지 전략을 위해 (0-100 가중 평균) 100개중 53개로 쿨루프를 평가했다. 기후 문제가 쿨루프 성능에 영향을 미칠 수 있다. 쿨루프는 따뜻한 기후에서 더 유용하지만 추운 기후에서는 난방기구를 위한 에너지 소비의 원인이 될 수 있다. 쿨루프가 더 단열재가 사용되는 적은 영향을 미친다. 에너지 장관은 모든 미국 에너지부 (DOE) 사무실에 쿨루프를 설치하라고 했다. 비용 효율성을 봤을 때, DOE 시설에서 오래된 지붕을 교체할 때, 새 지붕을 구성할 때. 다른 연방 기관도 동일한 작업을 수행하도록 권장했다.

### 에너지스타
에너지스타는 미국 환경 보호국 (EPA) 및 미국 에너지 부가 온실 가스 배출을 줄이고 기업과 소비자가 에너지 효율이 높은 제품을 선택함으로써 비용을 절감할 수 있도록 고안한 합작 프로그램이다.
낮은 경사 지붕 제품의 경우, 그 지붕 제품의 프로그램에서 에너지 스타 라벨 자격 지붕 제품은 적어도 0.65의 초기 태양 광 반사를 해야 하며, EPA 테스트 절차에 따라, 적어도 0.50의기상 반사도(weathered reflectance)를 가져야한다. 반사 지붕 제품에 대한 보증은 비교 비 반사 지붕 제품에서 비교되어 제공되는 보증에 준한다. 특정 회사에 의해 또는 업계 표준을 기준으로 한다.
가전 제품과 같은 다른 에너지 스타 등급의 제품과는 달리,이 등급 시스템은 전체 루프 어셈블리를 보는 것이 아니라 외부 표면만을 보는 것이다. 소비자들은 (즉, 건물 소유자는) 자신의 지붕은 에너지 효율적인 에너지 스타 라벨이 의미 있다고 생각할 수 있다; 그러나, 테스트가 기기의 표준처럼 엄격하지 않고 지붕의 추가 구성 요소를(즉, 지붕 구조, 화재 평가 장벽, 단열재, 접착제, 패스너, 등.) 포함하지 않는다. 면책 조항은 그들의 웹 사이트에 게시되어 있다. 반사 지붕의 사용에 내재된 장점이 있지만 예상 에너지 절감에 근거해 지붕의 제품을 선택하기 전에 소비자는 에너지부의 “지붕 절약 계산기" 웹 사이트 www.roofcalc.com에서 찾을 수 있는 예측 계산 결과를 모색해야만 한다. 반사지붕으로 얻을 수 있는 에너지 절감은 시설 디자인, 사용된 단열, 기후 조건, 건물 위치, 건축 가능 공간의 효율에 크게 좌우되는 것임을 기억해야 한다.
다른 쿨루프 프로그램에 대한 인증 요구 사항
| 경사도               | 최소 태양 반사도 | 최소 방출량 | 최소 태양 반사도 지수(SRI) |
| 에너지 스타          | 에너지 스타      | 에너지 스타 | 에너지 스타                |
| -------------------- | ---------------- | ----------- | -------------------------- |
| 낮음, 초기           | 0.65             |             |                            |
| 낮음, 시간 경과 후   | 0.50             |             |                            |
| 가파름, 초기         | 0.25             |             |                            |
| 가파름, 시간 경과 후 | 0.15             |             |                            |
| 그린 글로브          |                  |             |                            |
| 낮은 경사            |                  |             | 78                         |
| 가파른 경사          |                  |             | 29                         |
| USGBC LEED           |                  |             |                            |
| 낮은 경사            |                  |             | 82                         |
| 가파른 경사          |                  |             | 39                         |

### 쿨루프 평가위원회
쿨루프 평가위원회 (CRRC)는 태양 광 반사율 및 루핑 제품의 열방사를 보고하는 평가하기 위해 등급을 매기는 시스템을 만들었다. 이 시스템은 850 개 이상의 루핑 제품을 온라인 디렉토리에 넣고 에너지 서비스 제공 업체, 건물 코드기구, 건축가 및 전문가, 부동산 소유자 및 지역 사회 개발자들이 사용할 수 있다. CRRC는 평가 디렉토리의 신뢰성을 보장하기 위해 매년 무작위 검사를 실시하고 있다.
CRRC의 평가 프로그램은 제조 업체 및 판매자가 적절하게 특정 CRRC 측정 특성에 따라 자신의 루핑 제품에 라벨링할 수 있다. 이 프로그램은, 그러나, 태양광 반사율 또는 열방사에 대한 최소 요구 사항을 지정하지 않는다.

### 그린글로브
그린글로브 시스템은 캐나다와 미국에서 사용된다. 미국에서 그린 글로브는 그린 빌딩 이니셔티브 (GBI)에 의해 소유 및 운영된다. 캐나다에서는 기존 건물의 버전은 브랜드 이름 '이동 그린'(Visez VERT) 산하 BOMA 캐나다에서 소유 및 운영된다.
그린 글로브는 실제 건물의 성능을 반영하는 EPA의 타겟 파인더에 의해 생성 된 데이터에 대한 건축 설계와 비교, 건물의 가능성이 에너지 소비를 평가하는 성능 벤치 마크 기준을 사용한다. 건물은 한 개에서 네 개 사이의 글로브 평가를 받을 수 있다. 이 온라인 시스템이다; 건물의 정보는 글로브 승인되고 검증된 자격을 가진 엔지니어 또는 설계자에 의해 실효화된다. 등급이 매겨지기 위해서 루핑 재료는 적어도 0.65의 태양광 반사율 적어도 0.90의 열 방사가 있어야 한다. 식물 또는 반사율이 높은 물질 또는 둘 다로 덮힌 1~100% 지붕에 대해서 10점이 수여될 수 있다. 그것은 단지 쉽게 온실 효과에 기여하는, 주변에 적외선 파장을 열로 방출하는 소재를 말하기 때문에, 높은 복사의 물리학 기초는 매우 의심스럽다. 반사율이 높은 저 방사 물질은 에너지 소비를 감소 시키는데 훨씬 더 좋다.

### LEED
예를 들면 국제 빌딩 코드와 같은 건물 코드는 달리, USGBC의 멤버와 "사내의" 특정 위원회 더하기, 빼기 또는 내부 검토 과정에 따라 표준을 편집할 수 있다. 모델 건물 코드는 일반적으로 개최 여러 회 투표와 회원들과 "사내"위원회에 의해 투표로 결정되지만 공공 검토 청문회에서 각각의 모든 코드 개발 주기 동안 일반 대중의 의견과 간증을 허용한다.
LEED 2009 버전에서 지속 사이트 신용 7.2 열섬 효과 - 지붕을 수신, 지붕의 표면의 적어도 75% 기준도 만족 될 수있는 적어도 78의 태양열 반사 지수 (SRI)를 갖는 물질을 사용해야 지붕 면적의 50% 이상에 대한 식생 지붕을 설치하거나 수식을 충족하는 높은 알베도와 함께 식생 지붕 설치하여 "(지역 지붕의 회의를 최소 SRI 지붕 / 0.75) + (식생 지붕 / 0.5의 지역) ≥ 전체 지붕 면적"을 만족해야 한다.
흰색 반사 지붕으로 LEED 인증 건물의 예는 다음과 같다."
| 건물명                                                   | 소유주                                        | 위치                     | LEED 수준 |
| -------------------------------------------------------- | --------------------------------------------- | ------------------------ | --------- |
| Wildomar Service Center                                  | 서던 캘리포니아 에디슨                        | 캘리포니아주 윌도마      | 플래티넘  |
| Donald Bren School of Environmental Science & Management | UCSB                                          | 캘리포니아주 산타 바바라 | 플래티넘  |
| Frito-Lay Jim Rich Service Center                        | 프리토 레이 주식회사                          | 뉴욕주 로체스터          | 골드      |
| Edifice Multifunction                                    | 트라보 피블릭 엣 세르비스 구베르네망톹 카나다 | 퀘벡주 몬트리올          | 골드      |
| Seattle Central Library                                  | 시애틀 시                                     | 워싱턴주 시애틀          | 실버      |
| National Geography Society Headquarters Complex          | 내셔널 지오그래픽 소사이어티                  | 워싱턴 D.C.              | 실버      |
| Utah Olympic Oval                                        | 솔트레이크 시티 2002년 동계올림픽 조직위원회  | 유타주 솔트레이크 시티   | 인증됨    |
| Premier Automotive Group North American Headquarters     | 포드 모터 컴퍼니                              | 캘리포니아주 어바인      | 인증됨    |

### 유럽 및 다른 국가의 쿨루프
이 프로젝트는 지능형 에너지 유럽 프로그램의 틀 안에서 유럽 연합 (EU)에게 공동 출자를 받는다.
제안된 행동의 목적은 EU의 쿨루프에 대한 실천 계획을 만들고 구현하는 것이다. 구체적인 목표는 다음과 같다.
- EU 안에서 쿨루프로 난방과 냉방 에너지 소비의 실제적이고 잠재적인 기여에 대한 향상된 이해와 경험을 전달함으로써 정책개발을 지원하는 것이다
- 건축 자재에서 쿨루프의 통합을 위한 절차를 간소화하기 위해
- 의사결정자와 이해관계자의 행동을 변화시켜서 쿨루프의 수용 가능성을 향상시키기 위해
- 쿨루프에 관한 신청 절차, 건축 계획 허가를 포함하여 혁신적인 법률, 법령, 허가 및 표준의 개발을 보급 및 촉진하기 위해서.

이 작업은 기술, 시장, 정책 및 최종 사용자라는 네 개의 축에서 개발될 것이다.
열대 호주에서는, 아연 도금 (은색) 시트 (보통 골판지)는 하얀색의 진짜 쿨 컬러 만큼 다시 열을 방출하지 않는다. 특히, 금속 표면은 하늘에 적외선을 다시 반사하지 못한다. 유럽의 패션 트렌드는 이제 소비자의 패션을 고려해, 어두운 색의 알루미늄 지붕을 사용하는 것이다.

### NYC °쿨루프
뉴욕 °쿨루프는 자원봉사자들이 지붕을 하얗게 칠하는 뉴욕시의 계획이다. 이 프로그램은, PlaNYC의 일환으로 2009년 시작해서 뉴욕 지붕의 5백만 제곱피트 흰색으로 코팅했다. 2013년 9월 25일 수요일, 시장 마이클 R 블룸버그는 그날을 500번째 건물의 코팅을 하고 2000톤 이상의 탄소 배출량을 감소시킨 ‘뉴욕시 쿨루프 날’이라고 선언했다. 자원 봉사자들은 지붕 막에 아크릴, 탄성 코팅을 적용하기 위해 붓과 롤러를 사용한다. 이 프로그램을 통해 2011 컬럼비아 대학의 코팅 지붕의 연구는 검은 지붕에 비해 흰색 지붕이 화씨 43°F의 평균 온도 감소를 보였다고 밝혔다.

### 화이트루프 프로젝트
화이트루프 프로젝트는 개인을 교육하여 지붕을 하얗게 칠하도록 권한을 부여하는 국가적인 계획이다. 이 프로그램의 아웃리치는 20개 이상의 미국 주 및 5개국에서 화이트루프 프로젝트를 완수하도록 돕고 자원 봉사 프로젝트에 수 천 명을 연결시켜주고, 비영리 및 저소득층의 지붕에 대한 수 백 개의 코팅을 후원했다.

## 도시 열섬 현상
어두운 아스팔트 주차장 및 도로 포장 및 부족한 초목과 얽힌 검은 지붕의 넓은 구역 등의 열을 흡수하는 인프라가 결합할 때 도시 열섬 현상이 발생해서 1도에서 3°C까지 주변 시골 보다 온도가 높아진다.
그린 빌딩 프로그램은 도시 열섬 효과와 불량한 공기질(스모그의 형태)이라는 결과를 완화시키기 위해 쿨루프의 사용을 지지한다. 태양광을 반사시켜, 밝은 색의 지붕은 온도 상승을 최소화하고 냉방 에너지 사용 및 스모그 형성을 줄인다. LBNL의 연구는 쿨루프를 포함하여 이 효과를 완화시키기 위한 전략이 널리 채택될 경우, 더 그레이터 토론토(the Greater Toronto) 메트로폴리탄 지역이 에너지 비용을 매년 11만 달러 이상을 절약할 수 있을 것이다.

## 같이 보기
- 옥상녹화
- 단열재